# Cary Grant
Archibald Alec Leach (18 tháng 1 năm 1904 – 29 tháng 11 năm 1986), nổi tiếng với nghệ danh Cary Grant, là một diễn viên người Mỹ gốc Anh. Với những dấu ấn có một không hai của mình, ông thường được xem như đỉnh cao của sự kết hợp hài hoà giữa sự tự tin, ngoại hình, sự nam tính sức lôi cuốn quyến rũ.
Ông xếp thứ hai trong danh sách Greatest Male Star of All Time của Viện phim Mỹ. Grant nổi tiếng qua những vai diễn trong The Philadelphia Story, North by Northwest, Notorious, His Girl Friday, To Catch A Thief, Bringing Up Baby và The Bishop's Wife. Năm 1970, AMPAS trap tặng ông Giải Oscar danh dự "cho sự lão luyện vô song trong nghệ thuật điện ảnh cùng với sự kính trọng và yêu mến của đồng nghiệp".

## Phim tham gia

### Phim truyện
- This Is the Night (1932)
- Sinners in the Sun (1932)
- Merrily We Go to Hell (1932)
- Devil and the Deep (1932)
- Blonde Venus (1932)
- Hot Saturday (1932)
- Madame Butterfly (1932)
- She Done Him Wrong (1933)
- The Woman Accused (1933)
- The Eagle and the Hawk (1933)
- Gambling Ship (1933)
- I'm No Angel (1933)
- Alice ở xứ sở thần tiên (1933)
- Thirty Day Princess (1934)
- Born to Be Bad (1934)
- Kiss and Make Up (1934)
- Ladies Should Listen (1934)
- Enter Madame (1935)
- Wings in the Dark (1935)
- The Last Outpost (1935)
- Sylvia Scarlett (1935)
- The Amazing Quest of Ernest Bliss (1936])
- Big Brown Eyes (1936)
- Suzy (1936)
- Wedding Present (1936)
- When You're in Love (1937)
- Topper (1937)
- The Toast of New York (1937)
- The Awful Truth (1937)
- Bringing up Baby (1938)
- Holiday (1938)
- Gunga Din (1939)
- Only Angels Have Wings (1939)
- In Name Only (1939)
- His Girl Friday (1940)
- My Favorite Wife (1940)
- The Howards of Virginia (1940)
- The Philadelphia Story (1940)
- Penny Serenade (1941)
- Suspicion (1941)
- The Talk of the Town (1942)
- Once Upon a Honeymoon (1942)
- Mr. Lucky (1943)
- Destination Tokyo (1943)
- Once Upon a Time (1944)
- None But the Lonely Heart (1944)
- Arsenic and Old Lace (1944)
- Without Reservations (1946)
- Night and Day (1946)
- Notorious (1946)
- The Bachelor and the Bobby-Soxer (1947)
- The Bishop's Wife (1947)
- Mr. Blandings Builds His Dream House (1948)
- Every Girl Should Be Married (1948)
- I Was a Male War Bride (1949)
- Crisis (1950)
- People Will Talk (1951)
- Room for One More (1952)
- Monkey Business (1952)
- Dream Wife (1953)
- To Catch a Thief (1955)
- An Affair to Remember (1957)
- The Pride and the Passion (1957)
- Kiss Them for Me (1957)
- Indiscreet (1958)
- Houseboat (1958)
- North by Northwest (1959)
- Operation Petticoat (1959)
- The Grass Is Greener (1960)
- That Touch of Mink (1962)
- Charade (1963)
- Father Goose (1964)
- Walk, Don't Run (1966)

### Chương trình ngắn
- Singapore Sue (1932) (không chắc chắn)
- Hollywood on Parade (1932)
- Hollywood on Parade Tập 9 (1933)
- Pirate Party on Catalina Isle (1935)
- Road to Victory (1944)
- A Tribute to the Will Rogers Memorial Hospital (1965)